# Армійська група
Армійська група — тимчасове загальновійськове оперативно-стратегічне об'єднання збройних сил, що складається із з'єднань одного або декількох родів військ, створюване для виконання окремих оперативних завдань самостійно або у складі фронту (групи армій). На початку 1-ї світової війни в австро-угорській армії армійські групи в складі 2—3 піхотних та 1—2 кавалерійських дивізій використовувалися для прикриття флангів ударних груп (Армійська група Куммера — на краківському напрямку) або розгортання основних сил армії (Армійська група Кевеса — східніше Львова).
За часів Другої світової війни у Червоній армії армійські групи створювалися у складі 3—4 стрілецьких дивізій, 1—2 танкових бригад і кількох артилерійських полків для виконання бойового завдання у взаємодії з іншими об'єднаннями в рамках однієї наступальної операції (армійська група генерала Вобкова на Південно-Західному фронті в травні 1942).
На деяких фронтах групи військ подібного складу іменувалися оперативними. Вони вели наступальні дії, обороняли окремі операційні напрями або прикривали проміжки між арміями та фронтами. Армійським групам призначалися смуги дій, в оперативному плані вони підпорядковувалися фронту (групі армій). У військах Вермахту армійські групи часто створювалися для ведення наступальних дій на напрямах головних ударів. До їх складу нерідка виділялася велика частина сил групи армій.
У червні 1942 на армійську групу «Вейхс», що діяла в складі німецьких 2-ї польової та 4-ї танкової й угорської 2-ї армій покладалося завдання прорвати фронт оборони радянських військ і захопити Воронеж. У грудні 1942 армійська група «Гот», призначалася для прориву радянського фронту і з'єднання з німецькими військами, що були оточені в районі Сталінграду, складалася з 4-ї танкової армії та залишків румунської 4-ї армій. Армійська група зазнала важкої поразки в ході контрнаступу радянських військ й була розформована.
У 1944 балканський напрям обороняли армійська група «Велер» у складі 8-ї німецької та 4-ї румунської армій та 17-го німецького армійського корпусу й армійська група «Думітреску» в складі 6-ї німецької та 3-ї румунської армій. Обидві були розгромлені військами 2-го і 3-го Українських фронтів в Яссько-Кишинівській операції. Армійські групи Вермахту створювалися і на інших ділянках радянсько-німецького фронту, а також для ведення бойових дій проти англо-американських військ в Західній Європі.